# Thomas Bohrer
Thomas Bohrer, född den 6 augusti 1963 i West Islip, New York, är en amerikansk roddare.
Han tog OS-silver i fyra utan styrman i samband med de olympiska roddtävlingarna 1992 i Barcelona.